# Ruhla
Ruhla é uma cidade da Alemanha localizada no distrito de Wartburgkreis, estado da Turíngia.
A cidade de Ruhla é a Erfüllende Gemeinde do município de Seebach.